# Kathleen Lonsdale
Kathleen Lonsdale, DBE FRS (née Yardley; Newbridge, 28 de janeiro de 1903 – Londres, 1 de abril de 1971) foi uma cristalografista britânica nascida na Irlanda.

## Carreira
Mostrou que o anel de benzeno é plano mediante métodos de cristalografia de raios X em 1929. Foi a primeira a usar métodos espectrais quando estudando a estrutura do hexaclorobenzeno em 1931. Durante sua carreira obteve diversas conquistas como uma mulher cientista, sendo uma da primeira dupla de mulheres eleita em 1945 membro da Royal Society (com Marjory Stephenson), primeira mulher com o título de professora da University College London, primeira mulher presidente da International Union of Crystallography, e primeira mulher presidente da Associação Britânica para o Avanço da Ciência.

## Publicações selecionadas
- Simplified Structure Factor and Electron Density Formulae for the 230 Space Groups of Mathematical Crystallography, G. Bell & Sons, Londres, 1936.
- "Divergent Beam X-ray Photography of Crystals," Philosophical Transactions of the Royal Society 240A: 219 (1947).
- Crystals and X-Rays, G. Bell & Sons, Londres, 1948.
- “Human Stones”, Science Vol. 159,  Edição 3820, pp. 1199-1207,  15 Mar. 1968
- Quakers visit Russia, Edited by Kathleen Lonsdale : relato de uma visita à União Soviética em julho de 1951 por sete quakers britânicos, 145 páginas. Publicado pelo Grupo de Relações Leste-Oeste do Comitê de Paz dos Amigos. Outros autores: Margaret Ann Backhouse, B. Leslie Metcalfe, Gerald Bailey, Paul S. Cadbury, Mildred Creak, Frank Edmead.
- Removing the Causes of War, 1953.
- Is peace possible? (1957)
- Forth in Thy Name: The Life and Work of Godfrey Mowatt (1959)[10]

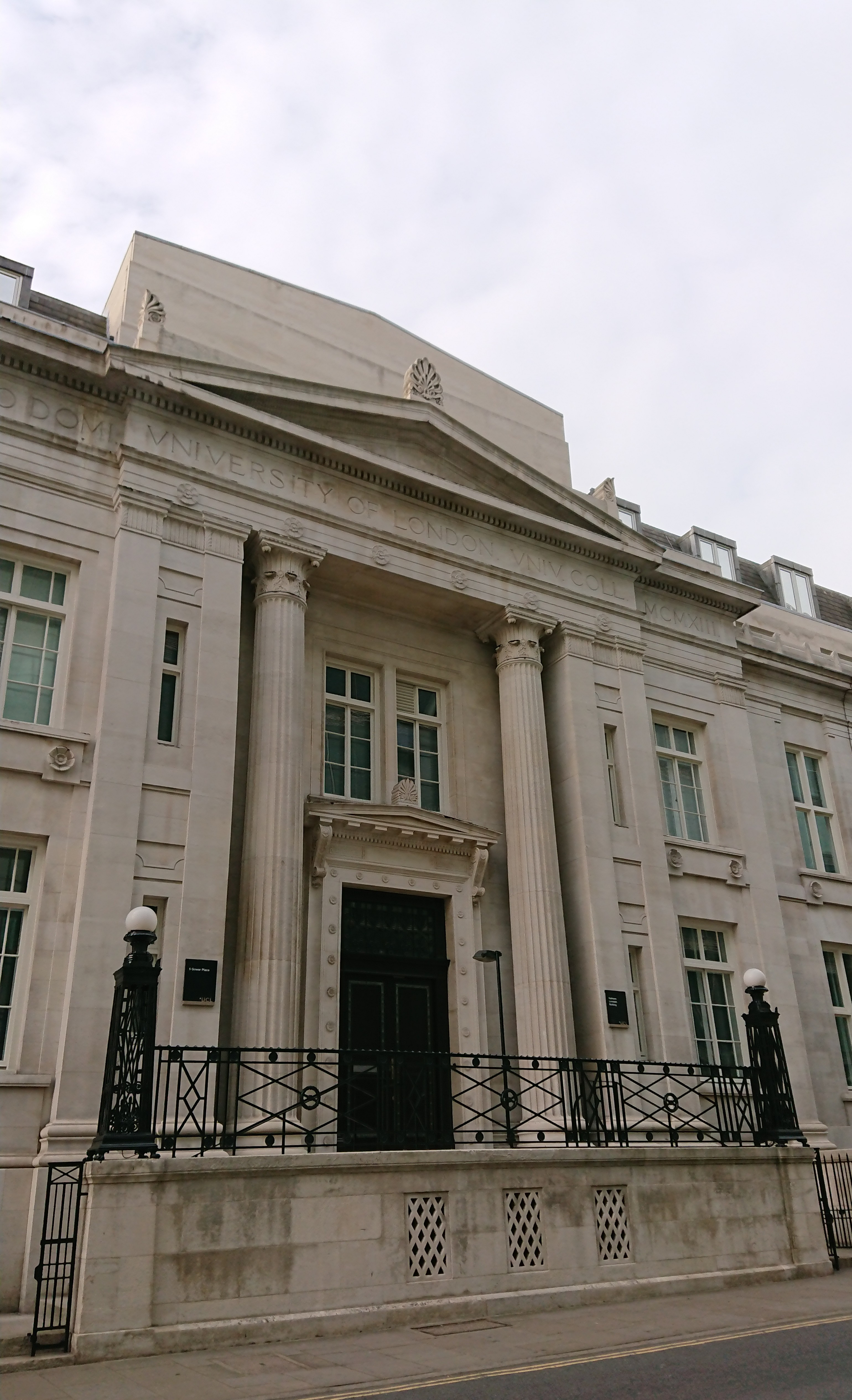
The Kathleen Lonsdale building at University College London